# Festival di cinema africano di Verona 2012
La trentaduesima edizione del Festival di cinema africano di Verona si è svolta a Verona dal 16 al 25 novembre 2012.

## Premi[1]
Primo premio
- La Pirogue, di Moussa Touré (Senegal)

Menzione speciale
- Nairobi Half Life, di David Tosh Gitonga (Kenya)

Premio documentari
- Odd Number, di Marius Van Straaten (Sudafrica)

Premio cortometraggi
- Saubresaut, di Leyla Bouzid (Tunisia)

Premio della giuria viaggiatori e migranti
- Le perle di ritorno di Franco Basaglia (Italia)

Premio scuole
- The First Grader, di Justin Chadwick (Regno Unito, Stati Uniti d'America, Kenya)

Premio del pubblico
- Nairobi Half Life, di David Tosh Gitonga (Kenya)